# Carlos Garnett
Carlos Garnett (1. prosince 1938 Red Tank, Panamské průplavové pásmo – 3. března 2023) byl panamsko-americký jazzový saxofonista a skladatel. V roce 1962 se přestěhoval do New Yorku a spolupracoval s hudebníky, jako byli Freddie Hubbard, Art Blakey, Charles Mingus nebo Miles Davis. S Davisem nahrál tři studiová alba s názvy On the Corner (1972), Big Fun a Get Up with It (1974). Rovněž vydal několik vlastních alb.